# ناحية رأس الخشوفة
ناحية رأس الخشوفة إحدى نواحي سوريا تتبع إداريّاً لمحافظة طرطوس منطقة صافيتا ومركزها قرية رأس الخشوفة، بلغ تعداد سكان الناحية 19,915 نسمة حسب التعداد السكاني لعام 2004.

## بلدات وقرى ناحية رأس الخشوفة
بيت سلامي، بونياح، البستان (سرسستان)، بشبطة (الدلبة)، ضهر شيحا، الحداديات، حكر الشيخ محمود، الجروية، مجد البستان (مجدلون)، مشرفة كحلة، الأسقف، رأس الخشوفة، رأس مندو، رويسة الحايك، رويسة حمدان، السور (بسورم). حفة وعاشقة .